# Material Girl (serie televisiva)
Material Girl è una serie televisiva britannica.

## Descrizione
La fiction è ispirata al celebre romanzo Fashion Babylon, e narra la storia di Ali Redcliffe (interpretata da Lenora Crichlow), una giovane stilista che decide di lasciare il suo lavoro nella ditta di Davina Bailey (Dervla Kirwan) per creare un nuovo marchio tutto suo. Ostacolata nella sua scalata al successo, Ali riuscirà a diventare famosa grazie al suo ingegno nel creare abiti.